# リンダ・ダーネル
リンダ・ダーネル（Linda Darnell 、1923年10月16日 - 1965年4月10日）は、アメリカの映画女優。テキサス州ダラス出身。本名は、モネッタ・エロイーズ・ダーネル（Monetta Eloyse Darnell）。

## 来歴・人物
11歳でモデルになり、13歳で舞台に立った後、母親の影響により1939年、ハイスクール在学中の15歳の時に年齢を偽って20世紀FOXのカメラテストを受け、合格。同年、映画プロデューサーのダリル・F・ザナックと契約を結び、芸名を本名のモネッタからリンダへ変えて、『Hotel for Women』（1939年）で映画デビューを果たす。
1940年代〜1965年にかけてヘンリー・ハサウェイ、ウォルター・ラング、ラオール・ウォルシュ、ルーベン・マムーリアン、ヘンリー・キング、ダグラス・サーク、ルネ・クレール、オットー・プレミンジャー、ジョン・フォード、ジョセフ・L・マンキウィッツ、ロバート・ワイズといった名監督の作品に幅広く出演し、活躍した。また、スクリューボール・コメディで知られるプレストン・スタージェス監督の『殺人幻想曲』（1948年）に出演している。
1965年、イリノイ州の自宅で火事に遭い、翌日亡くなった。ダーネル自身の煙草の不始末が出火の原因という説もあるが、詳細は分かっていない。41歳であった。

## 主な出演作品
| 公開年 | 邦題 原題                                            | 役名                                         | 備考           |
| ------ | ---------------------------------------------------- | -------------------------------------------- | -------------- |
| 1940   | スターダスト Star Dust                               | キャロライン                                 |                |
| 1940   | 快傑ゾロ The Mark of Zorro                           | ロリータ・クインテロ                         |                |
| 1941   | 血と砂 Blood and Sand                                | カルメン・エスピノーザ                       |                |
| 1943   | 黒い霧の果て City Without Men                        | ナンシー・ジョンソン                         |                |
| 1943   | 聖処女 The Song of Bernadette                        |                                              | クレジットなし |
| 1944   | 西部の王者 Buffalo Bill                              | ドーン・スターライト                         |                |
| 1944   | ルネ・クレールの 明日を知った男 It Happened Tomorrow | シルヴア・スミス／シルヴィア・スティーヴンス |                |
| 1945   | 戦慄の調べ Hangover Square                           | ネッタ・ロングドン                           |                |
| 1945   | 堕ちた天使 Fallen Angel                              | ステラ                                       |                |
| 1946   | アンナとシャム王 Anna and the King of Siam           | タプティム（ビルマ人侍女）                   |                |
| 1946   | 荒野の決闘 My Darling Clementine                     | チワワ                                       |                |
| 1947   | 永遠のアンバー Forever Amber                         | アンバー・セントクレア                       |                |
| 1948   | 殺人幻想曲 Unfaithfully Yours                        | ダフネ・デ・カーター                         |                |
| 1949   | 三人の妻への手紙 A Letter to Three Wives             | ロラ・メイ・ホリングスウェイ                 |                |
| 1949   | 私も貴方も Everybody Does It                         | セシル・カーター                             |                |
| 1950   | 復讐鬼 No Way Out                                    | エディ・ジョンソン                           |                |
| 1950   | 西部の二国旗 Two Flags West                          | エレナ・ケニストン                           |                |
| 1952   | 孤島の愛情 Saturday Island                           | エリザベス・スミス                           |                |
| 1952   | 海賊黒ひげ Blackbeard, the Pirate                    | エドウィナ・マンスフィールド                 |                |
| 1953   | 第二の機会 Second Chance                             | クレア・シェパード                           |                |
| 1954   | 私の恋 This Is My Love                               | ヴィダ・ドーヴ                               |                |
| 1956   | 争闘の丘 Dakota Incident                             | エイミー・クラーク                           |                |
| 1965   | 黒い拍車 Black Spurs                                 | サディ                                       |                |

## 参照
1. ↑  Davis, Ronald L., Hollywood Beauty: Linda Darnell and the American Dream, p. 16. ISBN 0-8061-3330-9
2. ↑  "Linda Darnell Newest 'Cinderella' In Hollywood" by Louella O. Parsons, Deseret News, August 19, 1939, p. 7